# HD 176939
HD 176939，又名BD+24 3608，SAO 86714、HR 7206，是一颗恒星，视星等为6.72，位于銀經56.49，銀緯9.05，其B1900.0坐标为赤經18h 57m 27.6s，赤緯+24° 9.05′ 58″。